# Сергачский район
Серга́чский район — административно-территориальное образование (район) в Нижегородской области России. В рамках организации местного самоуправления ему соответствует Сергачский муниципальный округ (с 2004 до 2022 гг. — муниципальный район).
Административный центр — город Сергач.

## География
Район расположен в юго-восточной части Нижегородской области в лесостепной зоне, в правобережье реки Волги. Граничит с Краснооктябрьским, Гагинским, Княгининским, Спасским и Пильнинским и Бутурлинским районами (муниципальными округами).
Климат умеренно континентальный, влажный, с умеренно суровой и снежной зимой и тёплым летом. Среднегодовое количество осадков выпадает в пределах 450—500 миллиметров. Часто бывают весенне-летние засухи, суховеи. Среднегодовая температура воздуха +3,6 °C.
Площадь района составляет 1243,76 км².

## История

### Предыстория
Заселение территории Сергачского района началось в конце неолита. В XIV—XV веках данная местность становится юго-восточной границей Нижегородского княжества. Вероятно, в окрестностях будущего Сергача произошла в 1377 году Пьянская битва.
Первое документальное упоминание о Сергаче относится к 1649 году в наказе боярина Бориса Ивановича Морозова (воспитателя царя Алексея Михайловича). Царь подарил своему «дядьке»-свояку обширные земли к юго-востоку от Нижнего Новгорода. Так деревня Сергач становится собственностью Морозова. Он развивает кипучую деятельность, приказывая повсюду открывать поташные заводы. С этого времени Сергач становится селом, центром поташного производства в России, занимавшего важное место в экономике государства. В то время Сергачская округа принадлежала Алатырскому уезду.
В ходе петровской реформы административно-территориального деления Сергач вместе с Алатырским уездом оказался в составе Алатырской провинции Нижегородской губернии.
В 1779 году по указу Екатерины II село стало уездным городом, а в 1781 году у него появился герб с изображением чёрного медведя, означающий, « что того рода зверей в лесах довольно». Сергачский уезд занимал изначально территорию современных Сергачского, Гагинского и Краснооктябрьского районов. Часть территории современного района входила в состав соседних Васильского и Княгининского уездов.
В пореформенный период на территории современного района формируются Андинская, Богородская, Грибановская, Еделеевская, Ключевская, Пожарская, Семеновская, Староберезовская, Толбинская и Яновская волости Сергачского уезда, а также Андреевская, Воскресенская, Мигинская и Сосновская волости Васильского уезда, и Камкинская волость Княгининского уезда.

### Советский период
После Октябрьской революции происходят изменения в АТД данной местности. Вместо сельских обществ формируются сельсоветы, а волости укрупняются. К 1923 году вместо 14 прежних волостей создаются четыре укрупнённых: Лопатинская, Сергачская, Сосновская и Уразовская волости. Все они входили в Сергачский уезд.
Сергачский район образован к 10 июля 1929 года из Сергачской и частей Крутецкой, Лопатинской и Сосновской волостей Сергачского уезда. После упразднения Сергачского уезда, с 15 июля 1929 по сентябрь 1930 года входил в состав Арзамасского округа, затем подчинялся напрямую краевому исполкому (с 1936 года — областному).
В состав района изначально вошли 20 сельсоветов: Акузовский, Андинский, Андреевский, Ачкинский, Воргонихский, Воскресенский, Ивановский, Кладбищенский, Ключевский, Кузьминский, Лопатинский, Мигинский, Пожарский, Сергачский, Сосновский, Староберезовский, Толбинский, Усовский, Шеменевский и Яновский.
6 августа 1930 года в состав района вошёл Сергач, ранее имевший статус города окружного подчинения.
В январе 1935 года из части селений Ключевского сельсовета создан Мокромайданский сельсовет.
В ноябре 1944 года Ивановский сельсовет передан в состав Княгининского района.
18 июля 1952 года посёлок ж/д станции Сергачский (Сергачский сельсовет) преобразован в рабочий посёлок.
1 августа 1952 года Кузьминский сельсовет переименован в Богородский, а 7 августа р/п Сергачский вошёл в состав Сергача.
7 января 1954 года Сергачский район был передан из Горьковской во вновь созданную Арзамасскую область.
В июне 1954 года были упразднены 9 сельсоветов: Андинский (село Анда в Андреевский с/с), Акузовский (селения в Староберезовский с/с), Воргонихский (селения в Ачкинский с/с), Мигинский (селения в Сосновский с/с), Мокромайданский (селения в Ключевский с/с), Пожарский (село Пожары в Сергачский с/с), Усовский (селения в Воскресенский с/с), Шеменевский (селения в Воскресенский с/с) и Яновский (селения в Лопатинеский с/с).
23 апреля 1957 года, в связи с упразднением Арзамасской области, Сергачский район вновь вошёл в состав Горьковской области.
15 июня 1957 года восстановлен Андинский сельсовет.
12 сентября 1960 года упразднён Сергачский сельсовет. Деревни Кожино, Кучино и Скочиха вошли в состав Сергача, село Пожарки передано в Кладбищенский сельсовет, а деревня Мостовка и посёлок Тарталей подчинены Сергачскому горсовету.
16 октября 1961 года Кладбищенский сельсовет переименован в Гусевский (в связи с переименованием села Кладбище в Гусево).
4 марта 1963 года Воскресенский и Староберезовский сельсоветы переданы в Пильнинский район.
В апреле 1963 года в рамках хрущевской административной реформы на базе Сергачского района создан укрупненный Сергачский сельский район с подчинением сельскому облисполкому. В его состав вошли Крутецкий сельсовет Бутурлинского района, Покровский сельсовет Княгининского района, 9 сельсоветов Краснооктябрьского района (Большерыбушкинский, Ендовищенский, Камкинский, Ключищенский, Кочко-Пожарский, Семеновский, Уразовский, Шубинский и Чембилеевский), 6 сельсоветов Салганского района (Александровский, Васильевский, Кечасовский, Китовский, Родионовский и Салганский) и 3 сельсовета Спасского района (Базловский, Спасский и Татарскомаклаковский). Сергачский горсовет вышел из состава района, и был подчинен промышленному облисполкому.
4 марта 1964 года Большерыбушкинский сельсовет передан Пильнинскому району, а Александровский, Васильевский, Китовский, Родионовский, Салганский и Чембилеевский сельсоветы — Сеченовскому району. А 16 марта того же года из Лысковского района были переданы Русскомаклаковский и Шишковердский сельсоветы.
14 апреля 1964 года восстановлен Акузовский сельсовет, а Шишковердский переименован в Возрожденский.
В самом начале 1965 года административная реформа была отменена. Крутецкий сельсовет был передан в Бутурлинский район; Возрожденский и Покровский с/с — в Княгининский район; Ендовищенский, Ключищенский, Семеновский и Уразовский — в Краснооктябрьский район; а Базловский, Русскомаклаковский, Спасский и Татарскомаклаковский в Спасский район. Сергачский горсовет и Воскресенский сельсовет вновь включены в состав района.
25 января 1965 года восстановлен Яновский сельсовет.
22 апреля 1968 года упразднены Гусевский и Ключевский сельсоветы. Сёла Гусево и Ключева включены в черту Сергача. Село Пожарки Гусевского сельсовета образовало Пожарский сельсовет, а селения Ключевского сельсовета образовали Мокромамайданский сельсовет.
После 1979 года из части Лопатинского образован Пицинский сельсовет.

## Население
| 1939    | 1959    | 1970    | 1979    | 1989    | 2002    | 2005    | 2008    | 2009    |
| ------- | ------- | ------- | ------- | ------- | ------- | ------- | ------- | ------- |
| 74 832  | ↘50 703 | ↗55 857 | ↘48 565 | ↘42 588 | ↘35 779 | ↘35 000 | ↘32 607 | ↘32 106 |
| 2010    | 2011    | 2012    | 2013    | 2014    | 2015    | 2016    | 2017    | 2018    |
| ↘31 296 | ↘31 132 | ↘30 586 | ↘30 188 | ↘29 716 | ↘29 215 | ↘28 842 | ↘28 631 | ↘28 256 |
| 2019    | 2020    | 2021    |         |         |         |         |         |         |
| ↘27 769 | ↘27 489 | ↗27 690 |         |         |         |         |         |         |

### Урбанизация
Городское население (город Сергач) составляет 73,15 % от всего населения района.

### Национальный состав населения
Район многонациональный, тем не менее преобладают русские — 84,8 % от общей численности. Представители других коренных народов образуют достаточно большие группы с высокой долей в общей численности населения района. Татары проживают в 7 сёлах и составляют 11,6 % численности, эрзяне проживают в 5 сёлах (Акузово, Вязовка, Зимняки, Новая Берёзовка, Старая Берёзовка) и деревне Каменке и составляют 3,8 % от общей численности населения района.

## Административно-муниципальное устройство
В Сергачский район, в рамках административно-территориального устройства области, входят 11 административно-территориальных образований, в том числе 1 город районного значения и 10 сельсоветов.
| №  | Административно- территориальное образование | Административный центр | Количество населённых пунктов | Население (чел.) | Площадь (км²) |
| -- | -------------------------------------------- | ---------------------- | ----------------------------- | ---------------- | ------------- |
| 1  | город Сергач                                 | город Сергач           | 3                             | ↗20 265          | 123,08        |
| 2  | Андреевский сельсовет                        | село Андреевка         | 19                            | ↘918             | 275,61        |
| 3  | Ачкинский сельсовет                          | село Ачка              | 9                             | ↗695             | 78,33         |
| 4  | Богородский сельсовет                        | село Богородское       | 4                             | ↗822             | 107,35        |
| 5  | Камкинский сельсовет                         | село Камкино           | 5                             | ↗900             | 118,32        |
| 6  | Кочко-Пожарский сельсовет                    | село Кочко-Пожарки     | 1                             | ↗617             | 32,27         |
| 7  | Лопатинский сельсовет                        | село Лопатино          | 10                            | ↗1378            | 210,98        |
| 8  | Пожарский сельсовет                          | село Пожарки           | 1                             | ↗843             | 23,80         |
| 9  | Староберёзовский сельсовет                   | село Старая Берёзовка  | 3                             | ↘282             | 42,70         |
| 10 | Толбинский сельсовет                         | село Толба             | 9                             | ↘632             | 196,94        |
| 11 | Шубинский сельсовет                          | село Шубино            | 1                             | ↗338             | 34,37         |

Первоначально на территории Сергачского района к 2004 году выделялись 1 город районного значения и 17 сельсоветов. В рамках организации местного самоуправления в 2004—2009 гг. в существовавший в этот период Сергачский муниципальный район входили соответственно 18 муниципальных образований, в том числе 1 городское поселение и 17 сельских поселений. В 2009 году были упразднены сельсоветы: Воскресенский и Сосновский сельсоветы (селения в Андреевский сельсовет), Акузовский сельсовет (селения в Ачкинский сельсовет), Андинский сельсовет (селения в Богородский сельсовет), Пицинский и Яновский сельсоветы (селения в Лопатинский сельсовет), Мокро-Майданский сельсовет (селения в Толбинский сельсовет).  Законом от 4 мая 2022 года Сергачский муниципальный район и все входившие в его состав поселения были упразднены и объединены в Сергачский муниципальный округ.

## Населённые пункты
В Сергачском районе 65 населённых пунктов, в том числе город и 64 сельских населённых пункта.
| №  | Населённый пункт | Тип                    | Население | Административно- территориальное образование |
| -- | ---------------- | ---------------------- | --------- | -------------------------------------------- |
| 1  | Сергач           | город                  | ↗20 256   | город Сергач                                 |
| 2  | Абаимово         | село                   | ↘145      | Лопатинский сельсовет                        |
| 3  | Акузово          | село                   | ↘391      | Ачкинский сельсовет                          |
| 4  | Александровка    | деревня                | →0        | Андреевский сельсовет                        |
| 5  | Анда             | село                   | ↘212      | Богородский сельсовет                        |
| 6  | Андреевка        | село                   | ↘334      | Андреевский сельсовет                        |
| 7  | Анучино          | деревня                | ↘13       | Лопатинский сельсовет                        |
| 8  | Ачка             | село                   | ↘475      | Ачкинский сельсовет                          |
| 9  | Березня          | село                   | ↘49       | Богородский сельсовет                        |
| 10 | Богородское      | село                   | ↘344      | Богородский сельсовет                        |
| 11 | Борисовка        | село                   | ↘119      | Андреевский сельсовет                        |
| 12 | Братцевка        | деревня                | ↘19       | Андреевский сельсовет                        |
| 13 | Быковка          | деревня                | →0        | Толбинский сельсовет                         |
| 14 | Вершинино        | село                   | ↘99       | Андреевский сельсовет                        |
| 15 | Воргониха        | деревня                | ↘0        | Ачкинский сельсовет                          |
| 16 | Воскресенское    | село                   | ↘329      | Андреевский сельсовет                        |
| 17 | Всесвятское      | деревня                | →0        | Андреевский сельсовет                        |
| 18 | Вьюн             | деревня                | →0        | Андреевский сельсовет                        |
| 19 | Вязовка          | деревня                | ↘86       | Ачкинский сельсовет                          |
| 20 | Грибаново        | село                   | ↘335      | Камкинский сельсовет                         |
| 21 | Дубки            | деревня                | →0        | Ачкинский сельсовет                          |
| 22 | Еропкино         | село                   | ↘5        | Лопатинский сельсовет                        |
| 23 | Игнатово         | село                   | ↘9        | Камкинский сельсовет                         |
| 24 | Каменка          | деревня                | ↘119      | Староберёзовский сельсовет                   |
| 25 | Камкино          | село                   | ↘617      | Камкинский сельсовет                         |
| 26 | Качалово         | село                   | ↘74       | Андреевский сельсовет                        |
| 27 | Коровинка        | деревня                | ↘2        | Толбинский сельсовет                         |
| 28 | Кочко-Пожарки    | село                   | ↗617      | Кочко-Пожарский сельсовет                    |
| 29 | Кошкарово        | село                   | ↘98       | Лопатинский сельсовет                        |
| 30 | Красная Новь     | деревня                | →0        | Толбинский сельсовет                         |
| 31 | Красная Пустынь  | деревня                | ↘48       | Толбинский сельсовет                         |
| 32 | Крутовражка      | деревня                | →0        | Ачкинский сельсовет                          |
| 33 | Кузьминка        | село                   | ↘297      | Богородский сельсовет                        |
| 34 | Лещеевка         | село                   | ↘33       | Андреевский сельсовет                        |
| 35 | Лопатино         | село                   | ↘249      | Лопатинский сельсовет                        |
| 36 | Луговое          | село                   | ↘106      | Камкинский сельсовет                         |
| 37 | Малиновка        | деревня                | ↘45       | Толбинский сельсовет                         |
| 38 | Малое Ключево    | деревня                | →12       | Толбинский сельсовет                         |
| 39 | Мамешево         | деревня                | ↘30       | Лопатинский сельсовет                        |
| 40 | Мигино           | село                   | ↘184      | Андреевский сельсовет                        |
| 41 | Мокрый Майдан    | село                   | ↘152      | Толбинский сельсовет                         |
| 42 | Мостовка         | деревня                | ↘34       | город Сергач                                 |
| 43 | Николаевка       | деревня                | ↘10       | Андреевский сельсовет                        |
| 44 | Новая Берёзовка  | деревня                | ↘137      | Староберёзовский сельсовет                   |
| 45 | Павловка         | деревня                | ↘1        | Лопатинский сельсовет                        |
| 46 | Палатка          | деревня                | ↘2        | Ачкинский сельсовет                          |
| 47 | Пица             | село                   | ↘322      | Лопатинский сельсовет                        |
| 48 | Поварня          | деревня                | ↘2        | Ачкинский сельсовет                          |
| 49 | Погорелов Майдан | деревня                | →0        | Камкинский сельсовет                         |
| 50 | Пожарки          | село                   | ↗843      | Пожарский сельсовет                          |
| 51 | Покров-Полянка   | деревня                | →0        | Андреевский сельсовет                        |
| 52 | Рогановка        | деревня                | ↘17       | Толбинский сельсовет                         |
| 53 | Родионовка       | деревня                | →0        | Ачкинский сельсовет                          |
| 54 | Свириповка       | деревня                | ↘0        | Андреевский сельсовет                        |
| 55 | Севастьяновка    | деревня                | ↘2        | Андреевский сельсовет                        |
| 56 | Сосновка         | село                   | ↘429      | Андреевский сельсовет                        |
| 57 | Старая Берёзовка | село                   | ↘255      | Староберёзовский сельсовет                   |
| 58 | Тарталей         | посёлок ж. д. разъезда | ↘2        | город Сергач                                 |
| 59 | Толба            | село                   | ↘704      | Толбинский сельсовет                         |
| 60 | Ужовка           | деревня                | →0        | Андреевский сельсовет                        |
| 61 | Усовка           | деревня                | ↘52       | Андреевский сельсовет                        |
| 62 | Чуфарово         | село                   | ↘177      | Лопатинский сельсовет                        |
| 63 | Шеменеевка       | село                   | ↘71       | Андреевский сельсовет                        |
| 64 | Шубино           | село                   | ↗338      | Шубинский сельсовет                          |
| 65 | Яново            | село                   | ↘576      | Лопатинский сельсовет                        |

## Экономика

### Промышленность
На территории района работает 7 предприятий, в основном в сфере переработки сельскохозяйственной продукции. Самым крупным из них является ОАО «Нижегородсахар», основной производитель сахара в Нижегородской области.
- ПО «Сергачский хлеб» — хлебобулочные изделия.
- ОАО «Типография» — полиграфическая продукция.
- ОАО «Феникс» — халаты, костюмы, куртки, рукавицы.
- ООО «Промторг» — костюм зимний, костюм летний, куртка утеплённая рабочая, куртка сотрудника МВД, а также рукавицы.
- Ветсанутильзавод — мясо-костная мука.
- ООО «Сергачский электромеханический завод».

### Сельское хозяйство
В Сергачском районе 32 сельскохозяйственных предприятия различной формы собственности. Основные направления производства: мясомолочное, выращивание зерна и сахарной свёклы.

### Транспорт и связь
По территории Сергачского района проходят Горьковская железная дорога и автомобильная магистраль Работки — Порецкое. Районный центр связан с областным центром и столицей РФ автомобильной и железной дорогами. Расстояние до города Нижний Новгорода по железной дороге 240 километров, по шоссе — 160 километров. Сергач — крупная железнодорожная станция, находящаяся на магистрали, которая связывает центр России с Уралом. Между населёнными пунктами района действует автобусное сообщение. Протяжённость дорог с твёрдым покрытием в районе составляет 319,5 километра.

## Культура и образование
В районе насчитывается 20 дошкольных образовательных учреждений, 19 средних школ, 8 начальных школ, 8 основных школ, 1 вечерняя (сменная) школа, 1 детская музыкальная школа, 1 детская художественная школа и ПУ № 96.
В районе насчитывается 17 домов культуры, 14 клубов, 1 кинотеатр, детская районная библиотека и центральная районная библиотека с 22 филиалами.
В Сергаче находится краеведческий музей имени В. А. Громова.

## Лечебные учреждения
В районе работают центральная районная больница, городская поликлиника, детская консультация, женская консультация, стоматологическая поликлиника, 3 участковые больницы, врачебная амбулатория, 25 фельдшерских пунктов.